# Kronologija Domovinskog rata: veljača 1994.

### 2. veljače
- Predsjednik Republike Hrvatske dr. Franjo Tuđman primio u Predsjedničkim dvorima predsjednice vlada Turske i Pakistana, Tansu Ciler i Benazir Bhutto, nakon njihovog posjeta Sarajevu.[1]
- Vlada HR Herceg-Bosne ocijenila neutemeljenim tvrdnje da je Republika Hrvatska uputila svoje regularne trupe u BiH.[1]
- Do sada su zaustavljena tri konvoja jer nisu imali urednu dokumentaciju, a 500 humanitarnih konvoja je nesmetano prošlo - izjavio za Večernji list Martin Raguž, predstojnik Ureda za prognanike i izbjeglice HR Herceg-Bosne, u povodu sve češćih optužbi da Hrvati ne propuštaju humanitarne konvoje u BiH.[1]
- Njemački ministar vanjskih poslova Klaus Kinkel izjavio novinarima u Bonnu da u Bosni ima hrvatskih dragovoljaca, ali nema regularnih hrvatskih trupa.[1]
- UNPA područja u Hrvatskoj su pod kontrolom teško naoružanih i agresivnih Srba, a i u prošloj godini nastavljeno je etničko čišćenje nesrba, stoji u godišnjem izvještaju State Departmenta američkom Kongresu o stanju ljudskih prava u svijetu u 1993. godini.[1]

### 4. veljače
- U predsjedničkoj izjavi Vijeća sigurnosti UN oštro se osuđuje Hrvatska zbog vojne prisutnosti u BiH i prijeti joj se sankcijama ako odmah ne prekine sve oblike uplitanja u Republici Bosni i Hercegovini.[1]
- Agencija France-presse prenosi izjave europskih diplomata prema kojima su Europljani rezervirani prema uvođenju sankcija Hrvatskoj, unatoč ozbiljnom upozorenju Vijeća sigurnosti Zagrebu.[1]
- U sarajevskoj četvrti Dobrinji Srbi granatirali red za humanitarnu pomoć, a od granata poginulo devet osoba, među poginulima i troje djece.[1]

### 5. veljače
- Dosad najveće krvoproliće civila u Sarajevu: na glavnoj gradskoj tržnici Markale od granate, za koju se vjeruje da su je ispalili Srbi, poginulo 66 a ranjeno 197 Sarajlija.[1]
- Hrvatska je spremna i zahtijeva međunarodni nadzor o stvarnom stanju i istinitosti navoda o navodnoj prisutnosti Hrvatske vojske u BiH, stoji u priopćenju sa sjednice Predsjedničkog vijeća obrane i nacionalne sigurnosti u Zagrebu.[1]
- Njemački vojni ataše pukovnik Peer Schvan, u iznenadnom posjetu šibensko-zadarskom zaleđu, uvjerio se da je Sedma gardijska brigada HV na tlu Hrvatske a ne u BiH, kako to muslimanska strana izvješćuje Ujendinjene narode.[1]

### 6. veljače
- Skup Hrvata u Sarajevu, koji je podržala muslimanska vlast, založio se za teritorijalnu i institucionalnu cjelovitost BiH, koja bi bila transformirana u složenu državu s kantonima i nenacionalnim republikama.[1]
- Židovska zajednica evakuirala iz Sarajeva, u dva konvoja, prema Lukavici i Makarskoj, 300 osoba, što je 11. evakuacija iz Sarajeva što su je organizirale židovske organizacije.[1]
- Zapovjednik UNPROFOR-a general Michael Rose izjavio u Sarajevu da nema dokaza tko je ispalio granatu na sarajevsku tržnicu.[1]

### 7. veljače
- Nakon sarajevskog pokolja, 68 mrtvih i 195 ranjenih osoba, glavni tajnik UN Butros Ghali uputio zahtjev NATO-u da odobri uporabu zračnih snaga za napade na položaje srpskog topništva oko Sarajeva.[1]
- Predstavnici skupa Hrvata u Sarajevu osnovali Hrvatsko narodno vijeće.[1]
- U Ženevi objavljeno da vođa bosanski Srba Radovan Karadžić prihvaća pregovore o demilitarizaciji i uspostavljanju kontrole UN nad gradom.[1]

### 8. veljače
- Zastupnički dom Hrvatske Republike Herceg-Bosne u Livnu, kao jedina legitimna zakonodavna vlast hrvatskog naroda u BiH, donio Deklaraciju u kojoj se zauzima za očuvanje države BiH u Uniji republika Bosne i Hercegovine.[1]
- Predsjednik HR Herceg-Bosne Mate Boban, nakon uvodnog izlaganja na zasjedanju Zastupničkog doma HR Herceg-Bosne, u Livnu, odlučio da se povuče s mjesta predsjednika HR Herceg-Bosne.[1]
- Hrvatsko narodno vijeće, utemeljeno na sarajevskom saboru Hrvata, čiji će predstavnici ići u Ženevu u delegaciji BiH koju predvodi Alija Izetbegović, na konferenciji za novinare u Zagrebu izjasnili se za BiH kao saveznu državu s autonomijom kantona.[1]

### 9. veljače
- Na sastanku u Ženevi hrvatski i bosanski ministar vanjskih poslova, dr. Mate Granić i Haris Silajdžić, dogovarali prekid muslimansko-hrvatskog sukoba u BiH i trajno rješenje muslimansko-hrvatskih odnosa.[1]
- Nakon odluke da Mate Bobana da svoju funkciju stavi na raspolaganje Saboru Herceg-Bosne, Hrvate iz BiH u Ženevi predstavljat će Mile Akmadžić.[1]
- U agresiji na hrvatske enklave u srednjoj Bosni Muslimani već godinu dana upotrebljavaju bojne otrove, a svijet, koji o tome ima nedvojbene dokaze, šuti - zadnji u nizu napada bojnim otrovima dogodio se 7. veljače kada su Muslimani ispalili na Novi Travnik petnaestak granata punjenih klorom.[1]
- Francuski general Bertrand Guillaume de Sauville de Lapresle potvrđen kao novi vrhovni zapovjednik UNPROFOR-a.[1]
- U Bruxellesu, na ministarskom sastanku NATO-a, izglasan ultimatum NATO-a bosanskim Srbima, koji moraju povući svoje teško oružje 20 kilometara od Sarajeva do 21. veljače.[1]
- Hrvatske izbjeglice mogu ostati u Njemačkoj i poslije 30. travnja, odlučila Konferencija ministara unutarnjih poslova 16 njemačkih pokrajina. Izbjeglice iz razorenih ili okupiranih područja mogu ostati u Njemačkoj do 30. lipnja 1995., a iz sigurnih hrvatskih područja do 31. listopada ove godine.[1]

### 10. veljače
- U Zagrebu se ujedinile Socijaldemokratska partija Hrvatske i Socijaldemokratska stranka Hrvatske.[1]

### 11. veljače
- Vlada Republike Hrvatske donijela odluku o osnivanju Ureda Republike Hrvatske u SR Jugoslaviji sa sjedištem u Beogradu.[2]
- Predsjednik Tuđman primio u Zagrebu francuskog ministra vanjskih poslova Alaina Juppea, te naglasio da je Hrvatska pozdravila i sve učinila da se oživotvori Juppe-Kinkelov plan.[2]
- Potpredsjednik Vlade i ministar vanjskih poslova Republike Hrvatske dr. Mate Granić uputio pismo glavnom tajniku UN Boutrosu Ghaliju, u kojem je zatražio od Vijeća sigurnosti jamstva za zaustavljanje ofenzivnih djelovanja Armije BiH u srednjoj Bosni i Mostaru.[2]
- U Ženevi nastavljeni pregovori o BiH, a glavna tema pregovora jest petnaest spornih teritorija (sedam između Hrvata i Muslimana i osam između Srba i Muslimana).[2]
- U razgovoru za Večernji list, zapovjednik Glavnog stožera HVO-a general-pukovnik Ante Roso upozorava da bi Alija Izetbegović htio stvoriti Bosnu po Kuranu, te da Hrvatima još nije jasno da je on politički šef, zapovjednik vojske i religiozni vođa Muslimana u BiH.[2]
- Ministar vanjskih poslova Mađarske dr. Geza Jeszenszky, u intervjuu za Večernji list, izjavio kako su sada žrtve bosanski Hrvati, jer doista su sada oni prvenstveno ugroženi u BiH, što mogu razumjeti da hrvatska Vlada i čitav hrvatski narod sve to prate s velikom zabrinutošću.[2]
- Rusija neće uložiti veto u UN na zračne napade NATO-a u BiH, izjavio u New Yorku ruski veleposlanik u UN Jurij Voroncov.[2]
- Glavni tajnik UN ima jasne ovlasti na naredi prvi zračni napad NATO-a u okolici Sarajeva, te ne mora zahtijevati odobrenje Vijeće sigurnosti, a Ghali je svoje ovlasti prenio na svog posebnog izaslanika za područje bivše Jugoslavije Yasushija Akashija.[2]
- Jugoslavenska vojska zaprijetila da će reagirati u slučaju zračnih udara NATO-a na položaje srpskih snaga u BiH.[2]

### 12. veljače
- U Zagrebu se sastala izaslanstva hrvatske Vlade i Vlade SR Jugoslavije, a, među ostalim, razgovarala o statusu ureda u Zagrebu i Beogradu. Izaslanstvo SR Jugoslavije primio i predsjednik Tuđman, te naglasio da usprkos svemu što se dogodilo u posljednjih nekoliko godina, dvije zemlje, koje imaju zajedničku granicu, ne mogu vječno živjeti u stanju neprijateljstva.[2]
- Završen još jedan krug ženevskih pregovora: 16. veljače u Međugorju sastat će se mješovite hrvatsko-muslimanske komisije za Mostar, a u Splitu bi se 18. veljače trebali sastati vojni zapovjednici HVO-a i Armije BiH, general Ante Roso i Rasim Delić.[2]
- U Hrvatskoj je, prema dosadašnjim podacima, uništeno 240 povijsenih naselja, 540 povijesnih objekata, 350 crkava, 46 muzeja, deset arhiva i 22 knjižnice, rečeno na prvoj, pod nazivom Kulturocid u Vukovaru, u nizu stalnih tribina Svjedočanstva rata, koje pokreću Hrvatsko žrtvoslovno društvo i Hrvatsko vijeće Europskog pokreta u Europskom domu u Zagrebu.[2]
- Washington naredio članovima obitelji američkih diplomata u Beogradu da napuste SR Jugoslaviju.[2]

### 13. veljače
- Srpski general Milovanović rekao da je srpska strana kao uvjet povlačenja svojeg topništva iz okolice Sarajeva postavila stavljanje pješaštva Armije BiH pod nadzor UN.[2]
- Muslimani u okolici Žepča napali kolonu UNPROFOR-a, a od podmetnute mine ranjena dvojica britanskih časnika.[2]
- U muslimanskoj bolnici u Zavidoviću pripadnik Armije BiH Sead Smajlović, hladnokrvno iz pištolja, ubio ranjenog hrvatskog vojnika Stipu Banovića u bolničkom krevetu, što je potvrdio i predstavnik UNPROFOR-a Robert York.[2]

### 14. veljače
- Predsjednik Republike Hrvatske dr. Franjo Tuđman u trodnevnom službenom posjetu Rumunjskoj.[2]
- U Vijeću sigurnosti UN postignut jasan konsenzus da za zračnu akciju NATO-a postoji uporište u rezolucijama UN, te da dodatno odobrenje Vijeća sigurnosti nije potrebno.[2]
- Ured predsjednika HR Herceg-Bosne priopćio podatke o 152.117 prognanih Hrvata na prostoru BiH s danom 4. veljače 1994. godine.[2]
- Srbin Duško Tadić, osumnjičen za genocid i mučenje zarobljenika u logoru Omarska u BiH, uhićen u Münchenu.[2]

### 15. veljače
- Ruski izaslanik za područje bivše Jugoslavije Vitalij Čurkin izjavio novinarima u Zagrebu da ruske trupe moraju u Sarajevo.[2]
- Srpske snage napale haubičkim projektilima Bihać i prigradska naselja.[2]

### 16. veljače
- Za 'Ultimatum zračnim udarima' na Srbe oko Sarajeva, UNPROFOR smatra da je dovoljno nadzirati topništvo, dok NATO insistira da se sve teško naoružanje odmakne od Sarajeva 20 kilometara.[2]
- Predsjednik Tuđman uputio pismo Kentu Sehineru, predsjedniku najveće židovske organizacije na svijetu Bnai Brithu, u kojem poručuje da je odlučio izostaviti sporne dijelove iz svoje knjige Bespuća povijesne zbiljnosti koji su izazvali negativne reakcije nekih članova Međunarodne židovske zajednice, a koja bi uskoro trebala izići na engleskom jeziku.[2]
- Počinitelj masakra na sarajevskoj tržnici Markale nepoznat, jer, po riječima predstavnika UNPROFOR-a pukovnika Michaela Gautiera na konferenciji za novinare u Zagrebu, nemoguće je utvrditi s koje je strane mina ispaljena.[2]

### 17. veljače
- U Mostaru održano drugo izvanredno zasjedanje Zastupničkog doma HR Herceg-Bosne, na kojem je odlučeno da Mate Boban i dalje ostaje predsjednik HR Herceg-Bosne, ali u izvanrednim uvjetima njega će zamijeniti Predsjedničko vijeće od 11 članova, kojem će na čelu biti Krešimir Zubak.[2]
- Zastupnički dom HR Herceg-Bosne usvojio odluku o jednostranom prekidu vatre u Mostaru u trajanju od 15 dana.[2]
- Na sastanku hrvatskog i srpskog povjerenstva za nestale na kontrolnoj točki UNPROFOR-a kod Sarvaša, srpska strana priznala da je na vukovarskom groblju pokopano 376 neidentificiranih osoba.[2]
- Srbija ne može postati 'velika Srbija', jer SAD to neće dopustiti, rekao američki veleposlanik u Republici Hrvatskog Peter W. Galbraith na tribini u Zagrebu.[2]
- Bosanski Srbi, nakon Jeljcinova zahtjeva Miloševiću, pristali povući svoje teško oružje oko Sarajeva, a Karadžić izjavio da to čine jer je to Rusija od nas zatražila i što je odlučila uputiti u Sarajevo svoj kontingent plavih kaciga.[2]
- Potpredsjednik Predsjedništva BiH Ejup Ganić izjasnio se protiv angažiranja Rusa u nadzoru teškog oružja oko Sarajeva, jer oni nisu neutralni u slučaju Bosne i Hercegovine.[2]
- U talijanskim katoličkim novinama Auvenire??? oklevetano hrvatsko katoličko svećenstvo da podržava navodno etničko čišćenje u Hrvatskoj.[2]

### 18. veljače
- U pismu veleposlanika Republike Hrvatske pri UN Maria Nobila glavnom tajniku UN Boutrosu Ghaliju navodi se da Ghali verificira povlačenje HV iz BiH, ali da je ono vezano uz jamstva Vijeća sigurnosti za sigurnost hrvatskih enklava u srednjoj Bosni.[2]
- Glavni tajnik UN Boutros Ghali, u svom pismu Vijeću sigurnosti, potvrdio određeno povlačenje Hrvatske vojske iz BiH, no UN procjenjuju da bi u BiH moglo biti još oko 5.000 pripadnika HV.[2]
- Brojne diverzantske skupine muslimanske vojske napale prilaze Vitezu, a u borbama prsa u prsa poginula tri pripadnika HVO-a.[2]
- U nadzoru zračnog prostora BiH najneposrednije sudjeluje 175 zrakoplova iz stalnog sastava NATO-a, helikopteri nisu uračunati.[2]
- Britanski premijer John Major odbio poslati nova pojačanja u Bosnu, istaknuvši u britanskom parlamentu da Britanija već ispunjava svoj dio međunarodnih obveza u Bosni (2.300 vojnika).[2]

### 19. veljače
- U poruci Bila Clintona američkoj i svjetskoj javnosti, predsjednik SAD optužio Srbe kao glavne krivce za agresiju i etničko čišćenje te upozorio američku javnost da će se američki zrakoplovi možda naći u vojnoj akciji nad Sarajevom.[2]
- Na pregovorima u Frankfurtu između Granića i Silajdžića na vidiku sporazum, jer su Amerikanci snažno ušli u igru, kazao hrvatski ministar vanjskih poslova.[2]
- Francuska televizija (TF 1) za masakr na sarajevskoj tržnici optužila Muslimane, prikazavši tajni i povjerljivi izvještaj, koji je navodno u rukama Ghalija, a koji dokazuje da je granata upućena s položaja 1.500 metara unutar crte koju čuvaju Muslimani.[2]
- Oko 400 ruskih plavih kaciga krenulo iz sektora Istok u Hrvatskoj prema Sarajevu, gdje bi se trebali razmjestiti najvjerojatnije u srpskom dijelu Sarajeva.[2]

### 20. veljače
- Zračni napad na bosanske Srbe, nakon telefonskog razgovora ruskog ministra obrane Pavela Gračova s američkim kolegom Williamom Peryjem odgođen do daljnjeg.[2]
- Zapovjednik UNPROFOR-a u BiH britanski general Michael Rose izjavio da zračni napadi NATO-a protiv srpskih ciljeva nisu potrebni.[2]
- Nema spora da područje južno od nove Dragonje je hrvatski teritorij, a za Hrvatsku je važno kako će se riješiti morske granice u Piranskom zaljevu, jer nas slična stvar čeka u Bokokotorskom zaljevu - rekao za Večernji list povjesničar Ljubo Boban.[2]
- Najavljeni razgovori između hrvatskog i muslimanskog izaslanstva u Međugorju u bazi Španjolskog bataljuna UNPROFOR-a odgođeni zbog nedolaska muslimanske strane, javlja HABENA.[2]
- List ruske vojske Crvena zvijezda prvi objavio tezu da je granata na sarajevsku tržnicu pala s muslimanskih položaja, a dok stručnjaci UNPROFOR-a tvrde da nisu nikakav izvještaj poslali u New York, jer nemaju nikakve dokaze odakle je granata došla, francuska televizija kako krunski dokaz o krivici Muslimana upravo navela izvještaj UN.[2]

### 21. veljače
- Američki predsjednik Bill Clinton poručio da će se SAD suprotstaviti svakom kršenju primirja u Sarajevu, ali da zasad zračni napadi na srpske položaje oko Sarajeva nisu potrebni.[3]
- Na sjednici Komisije za ljudska prava u Ženevi hrvatski veleposlanik dr. Miomir Žužul izvijestio prisutne da Hrvatska traži 7.600 nestali osoba.[3]
- Srpska vojska nastavlja sa žestokim artiljerijskim napadima na Bihać i Cazin.[3]
- U Krivom Putu, uz najveće vojne počasti, pokopan pukovnik Hrvatske vojske Damir Tomljanović Gavran, legenda među hrvatskim tigrovima, braneći domovinu na Velebitu, kod Tulovih greda.[3]
- Specijalni izaslanik predsjednika Clintona Charles Redman na konferenciji za novinare u Zagrebu, poslije sastanka s dr. Tuđmanom i dr. Granićem, istaknu da je Hrvatska ključni partner u pregovorima o Bosni i Hercegovini.[3]
- O srpskim zločinima nad Hrvatima Voćina 1991. godine za beogradski tjednik Vreme vrlo uvjerljivo govorili Srbi iz tog sela.[3]

### 22. veljače
- Predsjednik Tuđman primio u Predsjedničkim dvorima vjerodajnice novog veleposlanika Republike Italije u Republici Hrvatskoj Paola Pense.[3]
- Izvanredni i opunomoćeni veleposlanik Japana u Republici Hrvatskoj sa sjedištem u Beču gospodin Tsoyoshi Kurokawa predao predsjedniku Tuđmanu vjerodajnice i prenio poruku Njegova Veličanstva japanskog cara.[3]
- U Mostaru se primirje uglavnom poštuje, nakon što ga je prije pet dana jednostrano proglasio HVO.[3]
- Odgođen sastanak u Zagrebu vojnih zapovjednika HVO-a i Armije BiH Ante Rosso i Rasima Delića, priopćio UNPROFOR.[3]
- Posebni izvjestitelj UN za ljudska prava na području bivše Jugoslavije Tadeusz Mazowiecki, u svom najnovijem izvješću, naveo da je međunarodna zajednica tolerirala teška kršenja ljudskih prava i humanitarnih zakona u BiH i na području bivše Jugoslavije.[3]

### 23. veljače
- Izaslanstvo austrijskog parlamenta, na konferenciji za novinare u Zagrebu, izjavilo da nema tajnog dogovora između Hrvata i Srba o podjeli BiH.[3]
- Uz nazočnost i posredovanje generala Jeana Cota i Michaela Rosea, u Zagrebu zapovjednici HVO-a i Armije BiH, generali Ante Roso i Rasim Delić, potpisali sporazum o prekidu vatre, koji će stupiti na snagu 25. veljače.[3]
- U zadarskom zaleđu najjači napadi srpskih terorista u posljednja tri mjeseca, ranjena jedna civilna osoba.[3]
- Još uvijek traju natezanja UNPROFOR-a i srpskih pobunjenika oko nadzora mosta na Savi između Stare i Bosanske Gradiške, a UNPROFOR zatražio od NATO-a zračnu potporu kako bi Srbi napustili most koji su na silu zauzeli od nepalskih postrojbi UN.[3]
- Srpska ratna pljačka u Hrvatskoj i BiH sve češća tema srbijanskih medija, a posebno pljačke visokih časnika bivše JNA.[3]

### 24. veljače
- Predsjednik Republike Hrvatske dr. Franjo Tuđman, na prvoj sjednici Središnjeg odbora HDZ-a u Zagrebu, najavio potrebu dogovora s Muslimanima, jer to međunarodni čelnici preporučuju kao uvjet za pomoć pri rješavanju problema UNPA-zona u Hrvatskoj i otvaranje brojnih međunarodnih institucija.[3]
- Ministar vanjskih poslova Hrvatske dr. Mate Granić govorio u Ženevi na redovitoj godišnjoj sjednici Komisije UN za ljudska prava i istaknuo da hrvatska Vlada ne odobrava niti je u njezinoj politici da na bilo koji način pridonosi stvaranju ozračja povoljnog za kršenje ljudskih prava, a među ostalim, vodi se istraga protiv 227 osoba osumnjičenih za terorizam i druga djela protivna humanitarnom pravu.[3]
- U Međugorju, na sastanku predstavnika Armije BiH i HVO-a, u prisutnosti predstavnika UNPROFOR-a, dogovorena zamjena 1.000 zatočenika.[3]
- Muslimanske snage, samo dan prije stupanja na snagu primirja, nastavile žestok napad na Vitez i Uskoplje (Gornji Vakuf).[3]
- Unatoč naredbi UNPROFOR-a, bosanski Srbi izvlače i prebacuju topove iz zabranjene u slobodnu zovu i time grubo krše ultimatum NATO-a.[3]
- Glasnogovornik UNPROFOR-a u Sarajevu Bill Aikman priznao da još ima srpskih topova s posadama oko Sarajeva.[3]

### 25. veljače
- Ministar Granić razgovarao u Washingtonu s bosanskim kolegom Silajdžićem pod pokroviteljstvom američkog ministra vanjskih poslova Warrena Christophera.[3]
- Američki veleposlanik u Zagrebu Peter Galbraith otputovao u Washington na pregovore Hrvata i Muslimana, koji će razgovarati o prijedlogu stvaranja muslimansko-hrvatske zajednice u BiH, priopćeno iz američkog veleposlanstva u Zagrebu.[3]
- Srbi i dalje kontroliraju most preko Save između Stare i Bosanske Gradiške i odbijaju ga predati UNPROFOR-u, što više, prebacuju tenkove i topove na hrvatsku stranu.[3]
- Nakon razgovora s Yasushijem Akashijem u Beogradu, predsjednik takozvane republike srpske Mile Martić naredio da se Srbi povuku s mosta na Savi i vrate ga pod kontrolu UNPROFOR-a 28. veljače.[3]

### 26. veljače
- Glasnogovornica predsjednika Tuđmana Vesna Škare, u izjavi za BBC o hrvatsko-muslimanskim pregovorima u Washingtonu, naglasila da je Hrvatska za očuvanje BiH kao suverene države od tri jedinice - bosanske, hrvatske i srpske - a samo u slučaju da se Srbi priključe Srbiji, Muslimani i Hrvati bi u BiH sklopili federaciju i takva BiH tvorila bi konfederaciju s Hrvatskom.[3]
- Na Drugom saboru Udruge hrvatskih dragovoljaca domovinskog rata u Zagrebu javnim glasovanjem za predsjednika izabran Tomilav Merćep, protukandidat mu je bio dosadašnji predsjednik Zvonimir Trusić.[3]
- Martić smijenio generala Kostu Novakovića s položaja zapovjednika vojske RSK i na njegovo mjesto postavio general-majora Milana Čelektića.[3]
- Muslimanska vojska i dalje napada na hrvatske prostore u BiH, iako je jučer stupilo na snagu primirje koje su potpisali generali Roso i Delić.[3]

### 27. veljače
- Amerikanci na hrvatsko-muslimanskim pregovorima u Washingtonu insistiraju na miru i dogovoru po svaku cijenu.[3]
- Predstavnici Hrvatske vojske i srpskih paravojnih jedinica s okupiranih dijelova Hrvatske potpisali, u nazočnosti predstavnika UNPROFOR-a, sporazum o primirju, koje se tim činom produžava do ponoći 31. ožujka.[3]
- Tijekom vikenda zabilježeni jaki napadi muslimanske vojske na gotovo svim bojištima HR Herceg-Bosne.[3]

### 28. veljače
- Američki zrakoplovi, u redovnoj misiji nadzora štovanja zabrane letenja nad BiH, nakon dva upozorenja, srušili četiri od šest srpskih zrakoplova, kršitelja zračnog prostora.[3]
- Napad zrakoplova NATO-a na srpske zrakoplove nad BiH smatramo odlučnošću europskih zemalja da se suprotstave srpskoj agresiji, ali i upletanju Rusije na tlo Balkana, izjavio hrvatski predsjednik dr. Franjo Tuđman u Tirani, gdje se nalazi u službenom posjetu.[3]
- Potpiše li sporazum s Muslimanima, Hrvatska bi dobila konačnu integraciju UNPA područja, pola milijarde dolara od Svjetske banke, bila bi primljena u zapadne političke, obrambene i gospodarske saveze, rekao visoki dužnosnik State Departmenta, koji je želio ostati anoniman, dopisniku Večernjeg lista iz Washingtona Vladimiru Gossu.[3]